# 21114 Bernson
21114 Bernson este o planetă minoră (asteroid), cu un diametru de 1,925 km, din centura de asteroizi. A fost descoperită pe 2 septembrie 1992 la Observatorul La Silla de Eric Walter Elst. 
Obiectul prezintă o orbită caracterizată de o semiaxă mare de 2,3242647 UAi, o excentricitate de 0,11, o înclinație de 4,42309 ° în raport cu ecliptica.